# به معشوق شرمرویش
«به معشوق شرمرویش» (انگلیسی: To His Coy Mistress) شعری متافیزیکال به قلم پدیدآور و سیاست‌مدار انگلیسی اندرو مارول است که در زمان حکومت موقت انگلستان یا پیش از آن نوشته شده‌است. این شعر پس از مرگ وی در سال ۱۶۸۱ به چاپ رسید. این شعر یکی از بهترین اشعار مارول و به احتمال بهترین شعر دم را غنیمت شمار شناخته‌شده انگلیسی محسوب می‌شود.